# Earl Balfour
Earl Frederick „Spider“ Balfour (* 4. Januar 1933 in Toronto, Ontario; † 27. April 2018 in Cambridge, Ontario) war ein kanadischer Eishockeyspieler, der im Verlauf seiner aktiven Karriere zwischen 1949 und 1963 unter anderem 314 Spiele für die Toronto Maple Leafs und Chicago Black Hawks in der National Hockey League (NHL) auf der Position des linken Flügelstürmers bestritten hat. Seinen größten Karriereerfolg feierte Balfour in Diensten der Chicago Black Hawks mit dem Gewinn des Stanley Cups im Jahr 1961.

## Karriere
Balfour verbrachte seine Juniorenzeit zwischen 1950 und 1952 bei den Toronto Marlboros in der Ontario Hockey Association (OHA-Jr.). Trotz seiner defensiven Spielausrichtung sammelte der Stürmer sammelte er in 125 Einsätzen insgesamt 81 Scorerpunkte. Durch die Kooperation der Marlboros mit den Toronto Maple Leafs aus der National Hockey League (NHL) feierte der 19-Jährige zum Ende der Saison 1951/52 sein NHL-Debüt und kam in vier Partien – darunter eine in den Stanley-Cup-Playoffs 1952 – zum Einsatz.
Mit Beginn der Spielzeit 1952/53 war der Angreifer fest in den Profibereich gewechselt, kam in der Saison aber ausschließlich für Torontos Farmteam, die Pittsburgh Hornets, in der American Hockey League (AHL) zu Spielminuten. Erst im Verlauf des folgenden Spieljahres, das er auch hauptsächlich bei den Hornets in der AHL verbrachte, kam er zu 17 weiteren NHL-Spielen für die Maple Leafs. In der Saison 1954/55 gewann Balfour mit den Pittsburgh Hornets die Meisterschaft der AHL in Form des Calder Cups. Der Erfolg, an dem er mit elf Punkten in zehn Playoff-Spielen maßgeblichen Anteil hatte, brachte ihm für die Spielzeit 1955/56 den lang ersehnten Stammplatz im Kader der Toronto Maple Leafs ein. Der Defensivstürmer behielt den Kaderplatz jedoch nur eine Saison, da er ab dem folgenden Spieljahr wieder in der AHL eingesetzt wurde. Dort spielte Balfour in den folgenden beiden Jahren für Torontos neuen Kooperationspartner Rochester Americans, während er nur noch eine weitere Partie für die Maple Leafs selbst absolvierte.
Im Juni 1958 wurde der Kanadier im Intra-League-Draft von den Chicago Black Hawks ausgewählt, die damit seinen laufenden Vertrag übernahmen. In Diensten der Black Hawks gelang Balfour der abermalige Sprung in die NHL. Er war für die folgenden drei Spielzeiten in seiner defensiven Rolle ein fester Bestandteil des Chicagoer NHL-Kaders. Gekrönt wurde die Zeit dort mit dem Gewinn des Stanley Cups am Ende der Stanley-Cup-Playoffs 1961. In der Folge des Cup-Gewinns wählten die Boston Bruins den Stürmer im Juni 1961 im Intra-League-Draft aus. Zum Einsatz kam Balfour dort allerdings nicht, da ihn die Bruins in den folgenden beiden Jahren ausschließlich in der AHL bei den Pittsburgh Hornets einsetzten. Der 30-Jährige beendete daraufhin im Sommer 1963 seine aktive Profikarriere. Er setzte seine Karriere nach einer einjährigen Pause ab 1964 jedoch im Amateurbereich der Ontario Hockey Association (OHA-Sr.) fort, wo er bis 1969 noch weitere fünf Jahre für die Galt Hornets, Toronto Marlboros und Orillia Terriers spielte.
Balfour verstarb im April 2018 im Alter von 85 Jahren in seiner Wahlheimat Cambridge in der Provinz Ontario an den Folgen einer Krebserkrankung.

## Erfolge und Auszeichnungen
| - 1955 Calder-Cup-Gewinn mit den Pittsburgh Hornets - 1961 Stanley-Cup-Gewinn mit den Chicago Black Hawks - 1965 OHA-Sr. Second All-Star Team | - 1966 OHA-Sr. Second All-Star Team - 1967 OHA-Sr. Second All-Star Team |

## Karrierestatistik
(Legende zur Spielerstatistik: Sp oder GP = absolvierte Spiele; T oder G = erzielte Tore; V oder A = erzielte Assists; Pkt oder Pts = erzielte Scorerpunkte; SM oder PIM = erhaltene Strafminuten; +/− = Plus/Minus-Bilanz; PP = erzielte Überzahltore; SH = erzielte Unterzahltore; GW = erzielte Siegtore; 1 Play-downs/Relegation; Kursiv: Statistik nicht vollständig)